# 스즈키 가쓰히로 (배우)
스즈키 카츠히로(일본어: 鈴木 勝大, 1992년 12월 29일 ~ )는 일본의 배우이다.
카나가와 현 출신. 에버 그린 엔터테인먼트 소속. 케이오기주쿠 대학 환경정보학부 졸업.

## 내력
2009년에 개최된 《제22회 쥬논 수퍼 보이 콘테스트》에서 준그랑프리를 수상해, 연예계 데뷔.
2010년에 소속 사무소의 무대 《Ever Green Entertainment Show》 출연으로 배우로 데뷔해, 2011년에 드라마 《미사키 넘버 원!!》으로 드라마에 출연한다.

## 출연

### 드라마
- 미사키 넘버 원!! (2011년 1월 ~ 3월, 닛폰 TV) - 핫토리 카츠히로 역
- 시마시마 (2011년 4월 ~ 6월, TBS) - 하야시다 린도 역
- 아름다운 그대에게~미남☆파라다이스~2011 (2011년 7월 ~ 9월, 후지 TV) - 노에 신지 역
- 특명전대 고버스터즈 (2012년 2월 ~ 2013년 2월, TV 아사히) - 주연·사쿠라다 히로무/레드 버스터(목소리) 역
- 리미트 (2013년 7월 ~ 9월, TV 도쿄) - 히나타 하루아키 역
- 가족의 속사정 (2013년 10월 ~ 12월, 후지 TV) - 이사와 마사히코 역
- 약해도 이길 수 있습니다~아오시 선생님과 풋내기 고교 야구 선수의 야망~ (2014년 4월 ~ 6월, 닛폰 TV) - 카시야마 마사시 역
- 여자는 그것을 용서하지 않아 (2014년 10월 ~ 12월, TBS) - 오카자키 켄고 역
- BS 후지 개국 15주년 스페셜 드라마 스즈키 코지 리얼 호러 〈말뚝박기〉 (2015년 3월 15일, BS 후지) - 이토 역
- 미스터리한 두 사람 (2015년 4월 ~ 6월, 나고야 TV 방송) - 쿄도 신타로 역
- 망상 그녀 (2015년 5월 ~ 6월, 후지 TV) - 이토 타쿠마 역
- 에이지 해러스먼트 제3화 (2015년 7월 23일, TV 아사히) - 유키 역
- 우리가 프러포즈를 받지 못하는 101가지 이유 시즌2 제13화 (2015년 11월 25일, LaLa TV) - 나구라 료타 역
- 머니의 천사~당신의 돈, 되찾겠습니다~ 제11화 (2016년 3월 17일, 요미우리 TV) - 츠카다 역

### 영화
- 해적전대 고카이저VS우주형사 개반 THE MOVIE (2012년, 토에이) - 레드 버스터(사쿠라다 히로무의 목소리) 역
- 오란고교 호스트부 (2012년, 소니 픽처즈 엔터테인먼트) - 타루미 하야토 역
- 가면라이더×수퍼전대 수퍼 히어로 대전 (2012년, 토에이) - 사쿠라다 히로무/레드 버스터(목소리) 역
- 특명전대 고버스터즈 THE MOVIE 토쿄 에너지 타워를 지켜라! (2012년, 토에이) - 주연·사쿠라다 히로무/레드 버스터(목소리) 역
- 특명전대 고버스터즈VS해적전대 고카이저 THE MOVIE (2013년, 토에이) - 주연·사쿠라다 히로무/레드 버스터(목소리) 역
- 가면라이더×수퍼 전대×우주형사 수퍼 히어로 대전 Z (2013년, 토에이) - 사쿠라다 히로무/레드 버스터(목소리) 역
- 수전전대 쿄류저VS고버스터즈 공룡 대결전! 안녕 영원의 친구여 (2014년, 토에이) - 사쿠라다 히로무/레드 버스터(목소리) 역

### 무대
- Ever Green Entertainment Show 2010 (2010년)
- 오사에로 (2010년)
- SAKURA (2011년)
- PRIDE (2011년)
- Ever Green Entertainment Show 2011 Vol.2 (2011년)
- 텀블링 Vol.4 (2013년) - 히무라 유마 역
- 상록 고교 연극부 (2014년) - 주연·유토 역
- 아타미 살인사건 (2014년) - 주연·키무라 덴베에 역
- 매춘 수사관 (2014년) - 쿠마다 토메키치 역
- Legend (2014년) - 주연
- Kiss Me You (2014년) - 하세가와 역
- MOTHER (2014년)
- 다키니 성의 포로 (2014년) - 주연·시데하라 켄지 역
- DARKNESS GATE (2015년)
- 츠카 코헤이 TRIPLE IMPACT 〈로맨스 2015〉 (2015년) - 아오키 시게루 역
- Ever Green Entertainment Show 2015 Vol.4 (2015년)
- 나와 너의 여름 전투 (2015년) - 카타쿠라 시게나가 역
- 뮤지컬 〈가면 티처~SILVER MASK~〉 (2015년) - 킨조 역
- 〈종말의 세라프〉 The Musical (2016년) - 햐쿠야 미카엘라 역
- 어둠 사냥꾼 (2016년) - 사에구사 쇼 역

### PV
- 7!! 〈스타트 라인〉 (2014년)